# Heikki Laurila
Heikki Laurila, nacido Heikki Risto Ylermi Laurila (Kouvola, Finlandia, 15 de mayo de 1934-Niza, Francia, 9 de febrero de 2021) fue un guitarrista y compositor finlandés.

## Biografía
Laurila tocó con una banda propia (alrededor de un centenar de canciones) así como en los discos de varias otras bandas. Fue el músico finlandés con mayor número de grabaciones discográficas, habiendo participando en un total de más de 7 000 discos.
Además de guitarrista y compositor, a lo largo de su trayectoria, tocó también la mandolina y el banjo y trabajó como arreglista. Como premio a su carrera artística, en el año 1999 se le concedió la Medalla Pro Finlandia. 
Heikki Laurila falleció en Niza, Francia el 9 de febrero de 2021. Había estado casado con la cantante Ritva Mustonen, con la cual tuvo a Mari Laurila, una conocida cantante infantil.

## Discografía
- 1971 : Heikki Laurila kitara
- 1971 : A Taste of guitar
- 1973 : Herkkupaloja
- 1976 : Maniska
- 1981 : Moliendo cafe
- 1984 : Tallella – Suomalaisia kansanlauluja ja laulelmia
- 2003 : Sadoin kitaroin